# Непомнящий Олександр Михайлович
Олександр Михайлович Непомнящий (нар. 3 травня 1961, Харків) — громадський діяч, фахівець у галузі будівництва, житлово-комунального господарства та державного управління.

## Освіта та наукова діяльність
У 1989 році закінчив Харківський юридичний інститут за спеціальністю «Правознавство» та отримав кваліфікацію юриста.
У 2000 році закінчив Харківський національний університет за спеціальністю «Фінанси і кредит», отримав кваліфікацію економіста.
У 2020 році закінчив Міжрегіональну академію управління персоналом за спеціальністю «Менеджмент», отримав кваліфікацію магістра з будівельного менеджменту.
У 2014 році закінчив докторантуру у Харківському регіональному інституті державного управління Національної академії державного управління при Президентові України, захистив докторську дисертацію на тему: «Методологічні засади формування та реалізації державної житлової політики» та отримав науковий ступінь доктора наук з державного управління.
Наукова діяльність: Кандидат економічних наук, 2003 р. Доктор наук з державного управління, 2014 р. Професор, 2018 р.

## Трудова діяльність
Трудову діяльність розпочав у 1979 році фрезерувальником Харківського заводу точного медичного приладобудування.
1980–1989 рр. — проходив військову службу та службу в органах внутрішніх справ, учасник ліквідації наслідків аварії на Чорнобильській АЕС.
1989–1998 рр. — начальник юридичного відділу, президент АТ «МЖК Інтернаціоналіст».
1998–2000 рр., 2005 рік  – начальник Управління (Головного управління) житлово-комунального господарства, начальник Головного управління розвитку територій Харківської облдержадміністрації.
2000–2001 рр. — перший заступник директора Державного підприємства «Науково-дослідний інститут регіональної політики».
2001–2002 рр. — заступник Голови правління Державного фонду сприяння молодіжному житловому будівництву.
2002–2003 рр. — заступник директора Департаменту Державної компанії «Укрспецекспорт».
2003–2007 рр. — начальник Управління капітального будівництва та придбання житла, заступник директора Департаменту будівництва, помічник Міністра оборони України.
2007–2015 рр. — заступник директора Департаменту, директор Департаменту державних програм та розвитку житлового будівництва Мінрегіону.
2012 р. — по цей час — доцент Харківського національного університету міського господарства ім. О. М. Бекетова, за сумісництвом.
2016 – 2021 рр. — професор кафедри публічного адміністрування Міжрегіональної академії управління персоналом. 
2021 р. — понині — професор кафедри архітектури і просторового планування Національного авіаційного університету.  

## Громадська діяльність
Член Ради Всеукраїнської асоціації «Укрмолодьжитло», з 1995 р.
Обирався депутатом Московської районної ради м. Харків, голова комісії, 2002 р.
Заступник голови Центрального комітету Професійної спілки працівників молодіжних житлових комплексів та комітетів місцевого самоврядування України, з 2003 р.
Дійсний член Академії будівництва України, з 2014 р. 
Голова відокремленого підрозділу у м. Києві громадської організації «Всеукраїнська асамблея докторів наук з державного управління», з 2015 р.
Член Ради, Президент Громадської спілки «Міждержавна гільдія інженерів консультантів», з 2015 р.

## Досягнення і творчий доробок
Непомнящий О. М. — менеджер високого рівня та генератор ідей, фундатор руху МЖК в Україні, ризик-менеджер, ініціатор запровадження демократичного саморегулювання містобудівного середовища як інструменту громадського контролю та боротьби з корупцією. Розробник законодавства з питань дерегуляції та саморегулювання у будівництві. Має наукові напрацювання з теорії та практики фахового самоврядування в Україні та світі, системної взаємодії фахових громадських організацій з органами державної влади та місцевого самоврядування.
Присвятив багато років будівельній справі, починаючи зі створення у 1989 році МЖК «Інтернаціоналіст» для забезпечення житлом воїнів-інтернаціоналістів і молодих сімей, де постійно входив до складу ради директорів та пройшов шлях від керівника юридичної служби до президента акціонерного товариства. «МЖК Інтернаціоналіст» вирішив не тільки житлове, але і ряд інших соціальних питань мешканців свого міні-міста. Крім багатоповерхівок і таунхаузів з інженерними мережами, насосною станцією і сучасною котельною, побудовано колективні гаражі, АТС і адміністративний корпус, в якому розміщено різні служби, житлово-експлуатаційні організації та спортивні секції. В комплексі є тенісний корт, спортивний клуб, стоматологічний кабінет, амбулаторія сімейного лікаря. Надзвичайним досягненням є будівництво Храму Святого Георгія Побідоносця.
Державний службовець третього рангу. Під його безпосереднім керівництвом реалізовувались програми забезпечення житлом молодих сімей, військовослужбовців та інших категорій громадян. Започаткував державні програми забезпечення населення доступним житлом, здешевлення вартості іпотечних кредитів та оренди житла з викупом.
Має досвід міжнародної діяльності, член Бюро Комітету Європейської економічної комісії ООН з житлового будівництва і землекористування (2011-2014 рр.), експерт з проведення національного огляду житлового сектора в Україні (2010-2014 рр.).

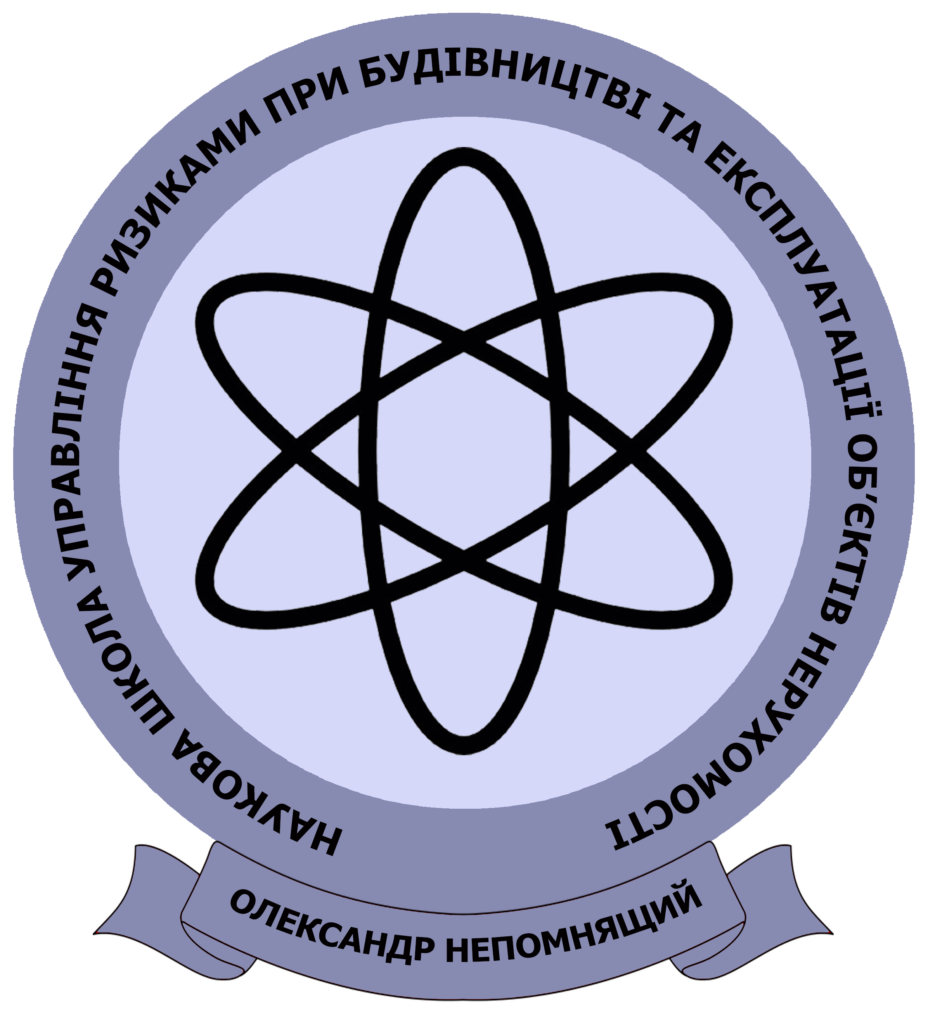
Наукова школа управління ризиками при будівництві та експлуатації об'єктів нерухомості

На посаді президента Громадської спілки "Міждержавна гільдія інженерів-консультантів" працює над впровадженням в Україні передового міжнародного досвіду договірних відносин у будівництві, поглибленням співпраці з фаховими інжиніринговими об'єднаннями за кордоном, зокрема, з Міжнародною федерацією інженерів-консультантів (FIDIC). Пройшов навчально-практичні курси під керівництвом ліцензованих тренерів за трьома модулями FIDIC. З ініціативи і за безпосередньої участі МГІК створено всі умови для запровадження інституції інженера-консультанта в Україні. 
Очолює створену ним при МАУП Наукову школу управління ризиками при будівництві та експлуатації об'єктів нерухомості (МГІК), яка об'єднує 34-х вітчизняних та іноземних науковців, у тому числі 14 докторів наук, а також іноземних вчених та експертів.  
Автор понад 200 публікацій, у тому числі 26 монографій, підручників і посібників та понад 100 статей у наукових фахових виданнях. Напрацювання Олександра Непомнящого пройшли апробацію на 40 науково-практичних конференціях та інших науково-комунікативних заходах в Україні та за її межами.

## Нагороди, почесні звання
- Заслужений будівельник України (1996);
- Орден «За заслуги» ІІІ ступеня (2003)[3];
- Орден «За заслуги» ІІ ступеня (2011)[4];
- Орден «За заслуги» І ступеня (2021)[5];
- Почесні грамоти Кабінету Міністрів України (2008, 2011);
- Грамота Верховної Ради України (2015);
- Почесна грамота Верховної Ради України (2018);
- Грамоти, відзнаки, відомчі нагороди Київського і Харківського міських голів, Головдержслужби, МВС, Міноборони та Мінрегіону.

## Основні наукові праці
- Державна житлова політика – Х. : ДокНаукДержУпр, 2012. – 296 с.
- Децентралізація державного регулювання будівельної діяльності: закордонний досвід для України // Державне будівництво : електрон. наук. фах. вид. ХарРІ НАДУ. – 2014. – № 1.
- Influence of technical aid projects on the reform implementation in Ukraine // Association agreement: From partnership to cooperation (collective monograph); edited by Maryna Dei, Olha Hamilton, Ontario: Accent Graphics Communications & Publishing, 2018. – p. 80-83.
- Формування системи громадського саморегулювання містобудівного середовища в Україні:  нові можливості vs старі проблеми // Державне будівництво: електрон. наук. фах. вид. ХарРІ НАДУ. – 2014. – № 2.
- Актуальні питання реалізації державної стратегії застосування ринкових механізмів стимулювання заходів з підвищення енергетичної ефективності будівель // Державне будівництво: електрон. наук. фах. вид. ХарРІ НАДУ. – 2016. – № 1.
- Інституційна та функціональна складова забезпечення реалізації інвестиційних проектів в Україні // Науковий вісник Полісся: наук. журн. – Чернігів: ЧНТУ, 2017. - № 2 (10). Ч. 1. – С. 90-96.
- Інжиніринг: деякі аспекти підвищення кваліфікації ключового персоналу // Актуальні проблеми державного управління: зб. наук. пр. – Х.: Вид-во ХарРІ НАДУ “Магістр”, 2017. – Вип. 2 (52). – С. 144–151.
- Деякі державно-управлінські основи організації діяльності інженера-консультанта у процесі будівництва / О.М. Непомнящий І.В.  Хараїм // Інвестиції: практика та досвід : наук. практ. журн. ЧНУ. – К. : ДКС Центр, 2018. – № 3. – С. 90–92.
- Legal regulation of conformity assessment of personnel qualification in construction. / O. Nepomnyashchyy, O. Medvedchuk, I. Lahunova // Asia Life Sciences. – 2019. – Supplement 21 (2). – Р. 405-414 (Scopus)
- Основні вимоги до споруд як основа ідентифікації  ризиків під час експлуатації об’єктів нерухомості / О.М. Непомнящий // Вчені записки ТНУ ім. В.І. Вернадського. Серія: Державне управління. – 2020. Т. 31(70), № 2. – С. 134-138.
- Certain aspects of the system of public administration of universities: World practices and the Ukrainian dimension / O. Nepomnyashchyy, O. Marusheva, Yu. Prav, O. Medvedchuk, I. Lahunova // Journal of the National Academy of Legal Sciences of Ukraine. – 2021. – № 28(1). – Р. 99-105. (Scopus)
- Formation of a Mechanism for Public Management of Higher Education Development in Ukraine / О. Nepomnyashchyy, О. Marusheva, Y. Prav, S. Vovk, I. Lopushynskyi // Journal of Higher Education Theory & Practice. – 2021. –  Vol. 21 Issue 14. – Р. 74-81. (Scopus)
- Інжинірингова діяльність як об’єкт дослідження вітчизняної державно-управлінської науки / О.М. Непомнящий // Актуальні питання у сучасній науці : журнал. – 2022. – № 2(2). – С. 86-95.